# بحيرة أوسيتيا

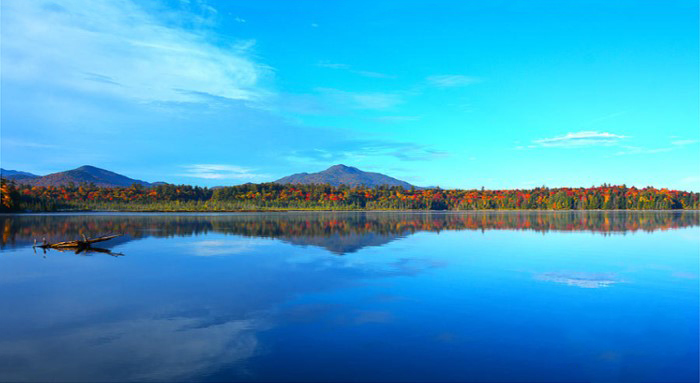
جبل أمبرساند من بحيرة أوسيتاه في نيويورك أوائل الخريف بقلم كريستين ديكرز

بحيرة أوسيتيا، تبلغ مساحته 826 فدان(3.34كم)، بحيرة بمتوسط عمق 3 قدم (0.91 م). يقع في منتزه أديرونداك بولاية نيويورك، 2 1⁄2 ميل (4.0 كـم) جنوب قرية بحيرة ساراناك على نهر ساراناك. تقع في الغالب في بلدة هاريتستاون، لكن الجزء الشرقي منها يمتد إلى بلدة شمال إلبا.

## وصف
يغادر نهر ساراناك الأقفال السفلية أسفل بحيرة ساراناك السفلى ويتدفق شمال شرق بحيرة أوسيتاه. يخرج النهر من أوسيطة في الطرف الشمالي من البحيرة ويتدفق شمال شرق بحيرة الزهرة وبحيرة ساراناك . تتغذى أوسيطة أيضًا عن طريق بحيرة كيواسا . الجزر الرئيسية في بحيرة أوسيطة هي ويوتا ووابيتي و واتش وملاذ الراحة وبابوز و البتولا . خطها الساحلي في الغالب ملكية خاصة.
إنه جزء من مسار زورق أديرونداك الكلاسيكية، المعروف أيضًا باسم تسعين ميلر، جنبًا إلى جنب مع 740 ميل (1,190 كـم) ممر زورق الغابات الشمالي الذي يمتد من فورج القديمة، نيويورك إلى حصن كينت مين .

## تاريخ

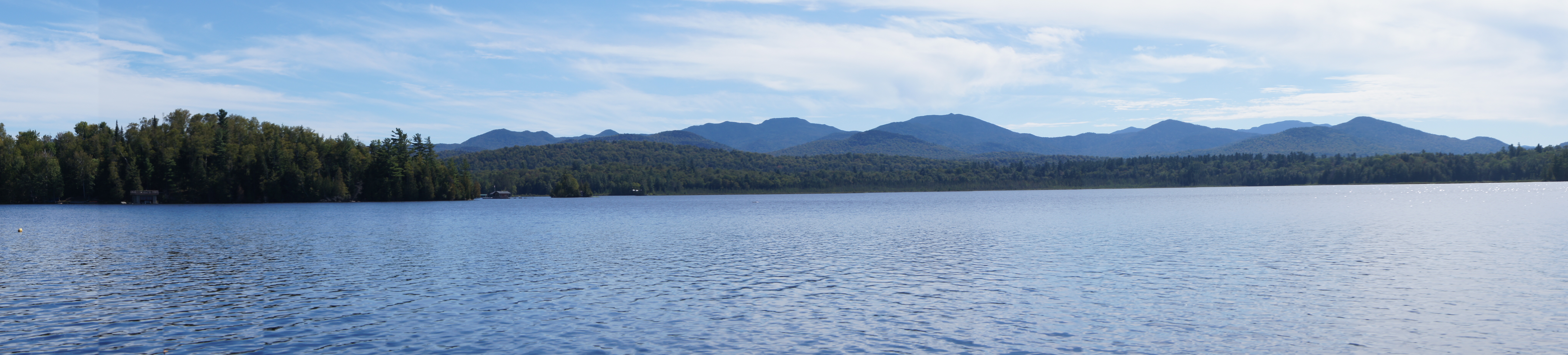
النظر جنوبا عبر بحيرة أوسيتة باتجاه جبال ساوتوث

وفقًا للأسطورة، كانت أوسيتيا أميرة هندية. عندما علمت أن القائدة الهندية التي أحبتها (ويوتا) كانت مخطوبة لأخرى، ألقت بنفسها من جرف في بحيرة وتحولت بطريقة سحرية إلى زنبق ماء. في لغة هورون، تعني كلمة أوسيتيا «زنبق الماء».
كانت بحيرة أوسيتيا، التي كانت تسمى في الأصل بركة ميلر، قد تشكلت عندما تم رفع السد عبر نهر ساراناك في بحيرة ساراناك، والتي تشكل أيضًا، بحيرة الزهرة لتوليد الطاقة الكهربائية من قبل شركة ساراناك للضوء والطاقة في عام 1894 (اشتراها بول سميث في عام 1904). في ذلك الوقت، كما هو موضح في خرائط الفترة، أصبحت البركة الأصغر، بركة راي، جزءًا من أوسيطة الجديدة الأكبر - في الجزء الشرقي من البحيرة بالقرب من خط مقاطعة إسيكس.